# Ignasi Miquel
Ignasi Miquel Pons (* 28. September 1992 in Barcelona) ist ein spanischer Fußballspieler.

## Sportlicher Werdegang
Miquel spielte in der Jugend beim FC Barcelona und UE Cornellà, ehe er kurz nach seinem 16. Geburtstag in den Nachwuchsbereich des FC Arsenal wechselte. Hier rückte er 2009 in die Reservemannschaft und wenig später als Ergänzungsspieler für die Pokalwettbewerbe in die Wettkampfmannschaft auf. Im August 2011 debütierte er gegen den FC Liverpool in der Premier League, konnte sich aber nicht dauerhaft in der Mannschaft etablieren. Zeitweise lief er parallel für die spanische U-19- sowie U-21-Auswahlmannschaften auf, dabei gehörte er bei der U-19-Europameisterschaft 2011 zur den Titel gewinnenden Mannschaft um Pablo Sarabia, Álvaro Morata, Juanmi und Paco Alcácer. 2013 wurde er in die Football League Championship verliehen, für Leicester City kam er jedoch ebenso nur unregelmäßig zum Einsatz. Im August 2014 nahm ihn der Zweitligist Norwich City unter Vertrag, hier kam er jedoch ausschließlich in den Pokalwettbewerben zum Einsatz.
Miquel löste im Sommer 2015 seinen Vertrag in England und schloss sich SD Ponferradina in der Segunda División an. Hier war er zwar über weite Strecken Stammspieler, verpasste jedoch mit der Mannschaft den Klassenerhalt. In der Folge vertragslos kam er beim Ligakonkurrenten CD Lugo unter. Hier konnte er sich als Stammkraft etablieren und höherklassig auf sich aufmerksam machen, so dass er nach anderthalb Jahren vom in finanziellen Engpässen befindlichen FC Málaga in die Primera División geholt wurde. Am Ende der Spielzeit 2017/18 verpasste er mit dem Klub den Klassenerhalt, wurde aber im August 2018 zum Erstligisten FC Getafe transferiert. Hier konnte er sich nicht durchsetzen und erlebte die folgenden Jahre als Leihspieler bei den Zweitligisten FC Girona CD Leganés und SC Huesca. 2022 schloss er sich dem Erstligaabsteiger FC Granada an, bei dem er einen Drei-Jahres-Vertrag unterzeichnete. Anfangs Stammspieler, rutschte er auch hier ins zweite Glied, sodass er im Januar 2025 mit dem Klub zur vorzeitigen Auflösung des Arbeitsvertrags übereinkam.
Miquel schloss sich am Ende der Winterwechselperiode am 1. Februar 2025 dem Zweitligisten UD Levante an, der ihn bis Sommer mit Option auf Verlängerung verpflichtete.